# 博佐瓦
博佐瓦是土耳其的城鎮，由尚勒烏爾法省負責管轄，位於該國南部，距離首府尚勒烏爾法38公里，面積1,620平方公里，該鎮在每年九月舉行帆船比賽，2008年人口12,657。
37°21′46″N 38°31′32″E / 37.3627777778°N 38.5255555556°E